# Fanny Risberg
Fanny Viola Johanna Risberg (født 5. maj 1975 i Malmø) er en svensk skuespillerinde og sangerinde. Hun er blandt andet kendt for sin rolle som Lena i miniserien Upp till kamp.

## Udvalgt filmografi
- Man kan alltid fiska (kortfilm, 1995)
- Ellinors bröllop (1996)
- The Disappearance of Finbar (1996)
- Upp till kamp (tv-serie, 2007)
- Arn: Tempelridderen (2007)
- Arn - riget ved vejens ende (2008)
- Maria Wern (tv-serie, 2012)
- Hamilton: I nationens interesse (2012)
- Gerningstedet (tv-serie, 2014)
- Bedrag (tv-serie, 2016)
- Q&A (kortfilm, 2020)